# Mursia aspera
Mursia aspera is een krabbensoort uit de familie van de Calappidae. De wetenschappelijke naam van de soort is voor het eerst geldig gepubliceerd in 1899 door Alfred William Alcock. Zijn specimen was afkomstig uit de omgeving van de Malediven.